# Anthon Grimsmo
Anthon Grimsmo (* 5. Juli 1968 in Oslo) ist ein norwegischer Curler. 
Sein internationales Debüt hatte Grimsmo 1987 der Juniorenweltmeisterschaft in Victoria, er gewann die Bronzemedaille. 
Grimsmo spielte als Lead der norwegischen Mannschaft bei den XVIII. Olympischen Winterspielen in Nagano im Curling. Die Mannschaft gewann die olympische Bronzemedaille nach einem 9:4-Siege im Spiel um den 3. Platz gegen die USA um Skip Tim Somerville.

## Erfolge
- 3. Platz Olympische Winterspiele 1998
- 3. Platz Europameisterschaft 1987
- 3. Platz Juniorenweltmeisterschaft 1997